# Loser like Me
Loser like Me è un brano musicale tratto della serie televisiva statunitense Glee e pubblicata nell'album Glee: The Music, Volume 5.

## Descrizione
Loser like Me è stata scritta da Adam Anders. Il brano è stato, insieme a Get It Right, la prima canzone originale a essere presente nella serie.
È cantata per la prima volta nell'episodio La nostra canzone, sedicesimo della seconda stagione. Il testo si ispira ai sentimenti che i ragazzi del Glee Club provano ogni volta che qualcuno gli lancia una granita in faccia, li offende o li emargina.
È cantata principalmente da Lea Michele e Cory Monteith, hanno inoltre ruoli minori nella canzone Naya Rivera e Heather Morris.

## Colonna sonora
Per il suo particolare successo e per il testo significativo, Loser like Me è considerata la colonna sonora della serie televisiva, a volte insieme a Don't Stop Believin' dei Journey e a Somebody To Love dei Queen.